# Scatella obscurella
Scatella obscurella är en tvåvingeart som beskrevs av Friedrich Georg Hendel 1930. Scatella obscurella ingår i släktet Scatella och familjen vattenflugor. Inga underarter finns listade i Catalogue of Life.